# 圖拉山脈
66°54′S 51°6′E / 66.900°S 51.100°E
圖拉山脈（英語：Tula Mountains）是南極洲的山脈，位於恩德比地，長120公里、寬40公里，最高點海拔高度1,425米，該山脈在1930年1月14日由英國、澳洲和新西蘭的探險隊發現。